# Acento rótico y no rótico
La pronunciación inglesa puede dividirse en dos grandes grupos dialectales: el acento rótico y el no rótico. Un hablante rótico pronuncia la R en posición implosiva como en hard y water; en cambio, uno no rótico no la pronuncia o solo la pronuncia si la R va delante de vocal, y abre o prolonga el fonema vocálico anterior al de la R; en card, fern, born, pronuncian [kɑːd], [fɜːn], [bɔːn] o algo parecido dependiendo del acento. Esta pronunciación en algunos casos puede producir confusión. Un clásico ejemplo de pronunciación no rótica es la llamada Received Pronunciation (literalmente pronunciación recibida, la de la corte británica). 

## Desarrollo del acento no rótico

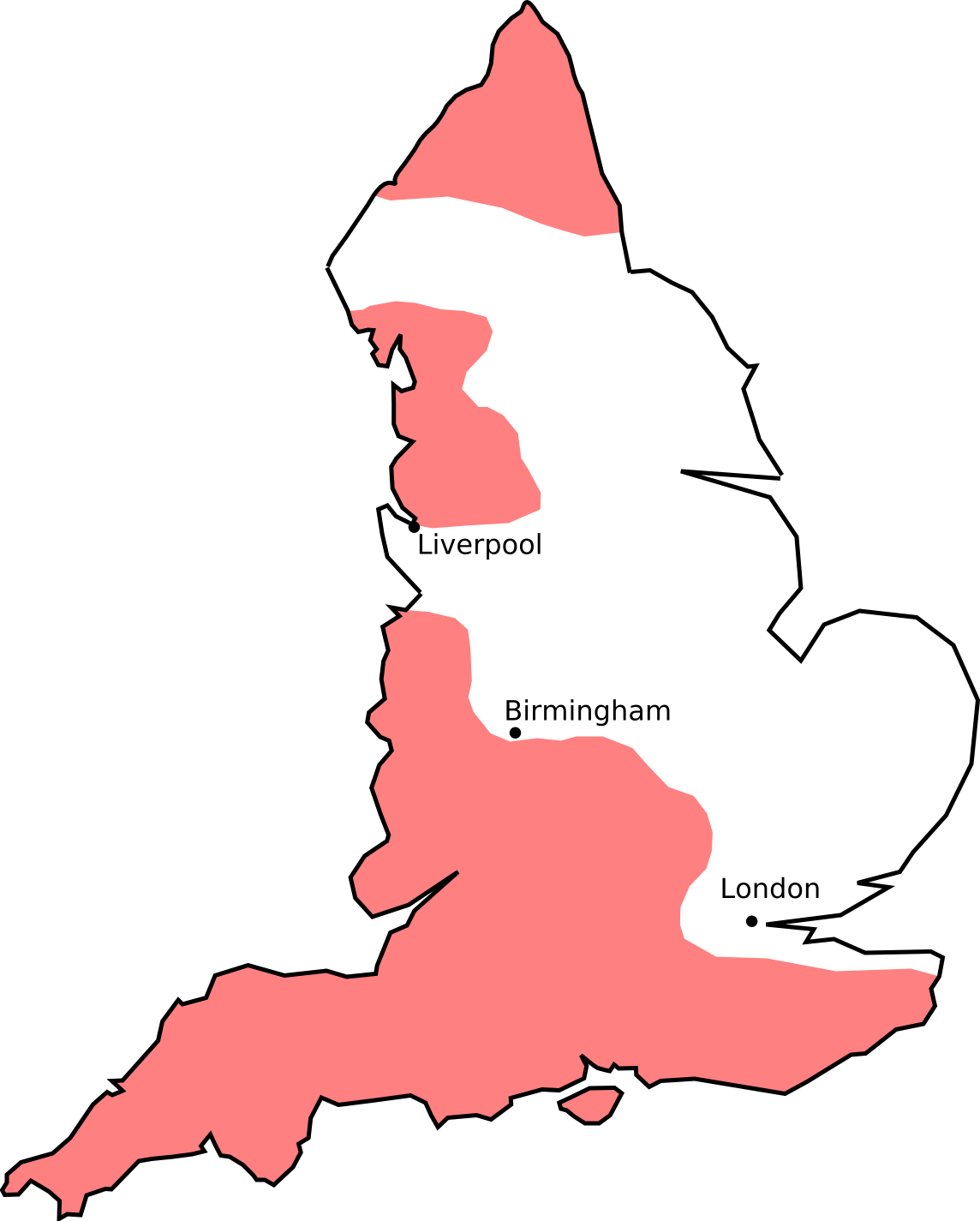
En este mapa de Inglaterra, las zonas rojas son aquellas donde los acentos rurales eran róticos en los años 1950 según el estudio de H. Orton et al., Survey of English dialects (1962–71). Nótese que áreas con rotacismo parcial (como East Riding of Yorkshire) no están marcadas.

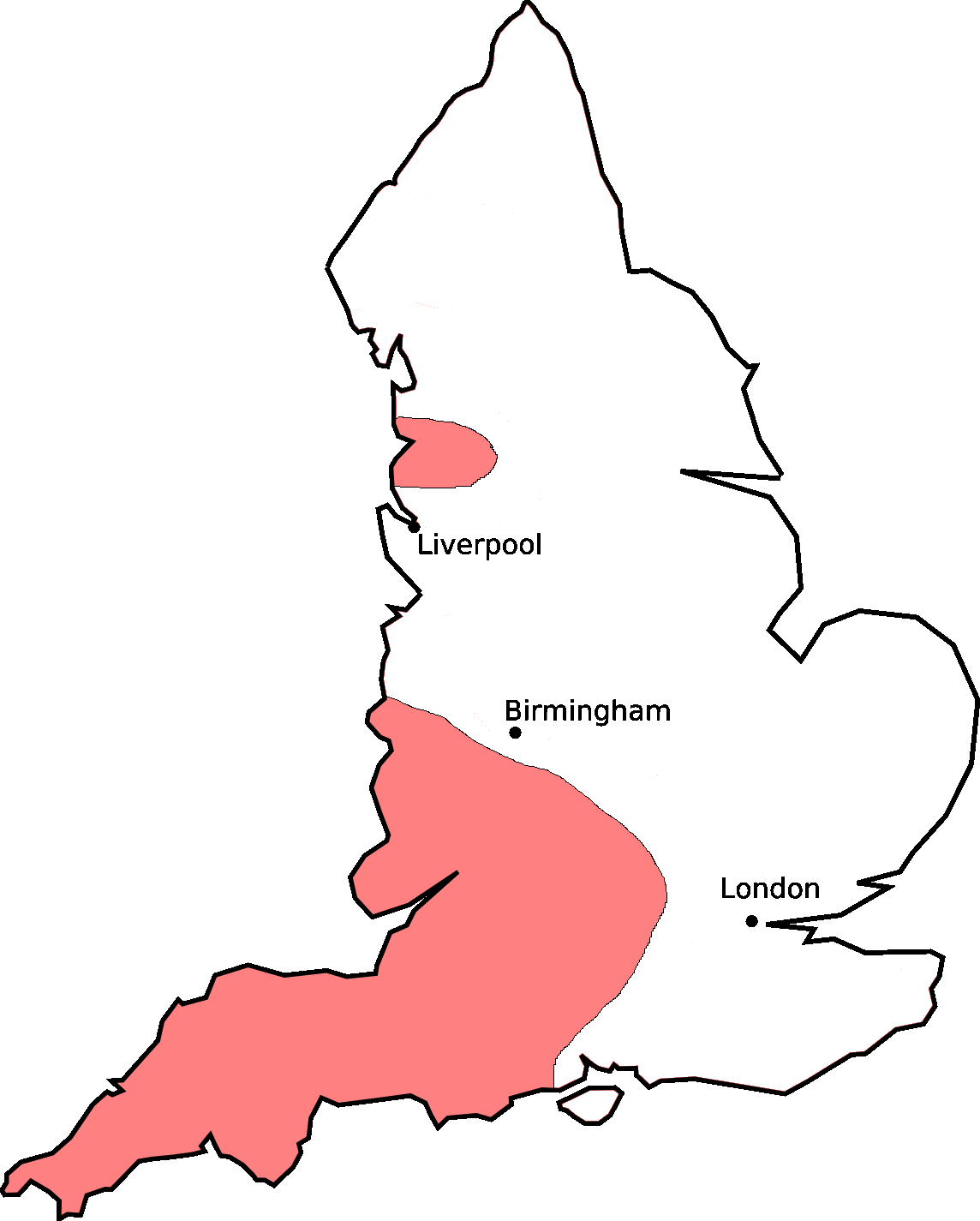
En rojo las áreas donde perduraba el acento rótico a fines del según el trabajo de P. Trudgill, The Dialects of England.

Los registros más antiguos de la pérdida del fonema /r/ en inglés se hallan en una edición del Oxford English Dictionary de mediados del siglo XV, donde se señala el paso de barse a bace (hoy «bass», lubina) en 1440 y de parcel a  passel en 1468. En los años 1630, se incluye por primera vez el término juggernaut del sánscrito jagannāth, «señor del universo». La ortografía inglesa usa el dígrafo er para representar un sonido hindú parecido al schwa inglés. La pérdida de la /r/ implosiva parece propagarse por el sur de Inglaterra en el siglo XVIII, el lexicógrafo John Walker emplea la escritura ar para indicar la a abierta de aunt en su diccionario de 1775, e indica que card se pronuncia «caad» en 1791 (Labov, Ash, and Boberg 2006: 47).
Todos los hablantes no róticos pronuncian la /r/ a principio de palabra, como en red, y casi todos en palabras como torrid o watery, pero nunca en  hard, car o water cuando son palabras aisladas, solo la pronuncian algunos hablantes cuando va detrás de vocal  («linking R»). Además muchos hablantes no róticos ponen una R epentética entre vocales, drawring por drawing («intrusive R»), que aunque se considere incorrecta, aparece incluso entre hablantes con pronunciación recibida.

## Distribución de los acentos róticos y no róticos

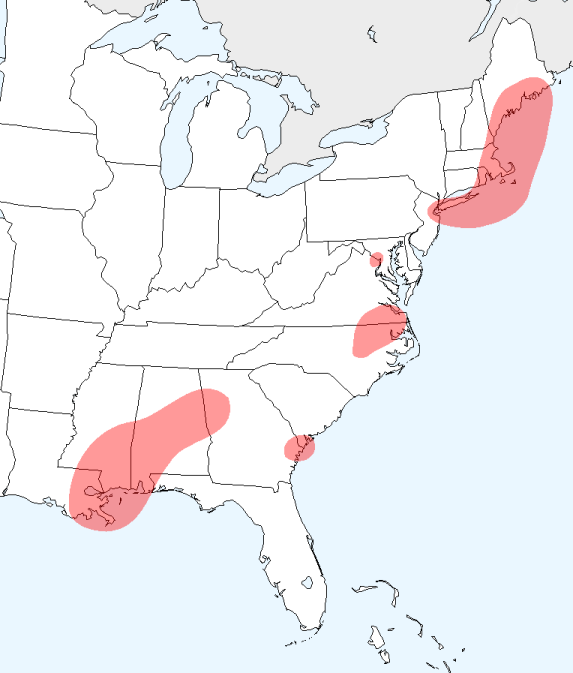
Las zonas rojas son donde Labov, Ash, and Boberg (2006:48) encontraron algún tipo de pronunciación no-rótica en EE. UU.
Las pronunciaciones influenciadas por el inglés vernáculo afroamericano se pueden encontrar entre los afroamericanos en todo Estados Unidos.

Ejemplos de acentos róticos: la variedad bahamense, la canadiense, la pakistaní, la barbadense, la irlandesa (tanto la República como Irlanda del Norte), la beliceña, la hindú y la estadounidense. También los dialectos del Suroeste de Inglaterra, Corby, Lancashire (norte y oeste del centro de Mánchester), partes de Yorkshire y Lincolnshire, el inglés de Filipinas por la influencia estadounidense y las zonas limítrofes con Escocia. La forma no rótica, no obstante, ejerce una gran influencia al considerarse más prestigiosa en algunos sitios.
Dentro de los no róticos: la llamada Received Pronunciation británica, los dialectos de Inglaterra moderna, Gales, Australia, Nueva Zelanda, el de Nueva York (EE. UU.), el de Boston (EE. UU.), el inglés sudafricano, el de Singapur y el del Caribe.
La mayoría de los anglófonos de la India son róticos.  Y existen otras áreas en Otago y Southland donde la influencia de los escoceses perdura en estas zonas de Nueva Zelanda. 
Canadá es rótico, salvo por zonas aisladas del sudoeste de Nuevo Brunswick, de Newfoundland, Lunenburg y Shelburne Counties, Nueva Escocia.
En Estados Unidos, gran parte de los Estados del sur fueron no róticos, pero en los últimos años se ha ido imponiendo el acento rótico. Hoy el no rótico se puede encontrar todavía en personas mayores de áreas de Luisiana, Alabama, Georgia y Virginia. Partes de Nueva Inglaterra siguen siendo no róticas, en especial Boston y el área metropolitana de Nueva York, el caso de Nueva York es especialmente interesante por un estudio de William Labov que señalaba que el acento no rótico se asociaba a personas ancianas o de clase media-baja. El acento de los afroamericanos también es no rótico. 
Además, hay algunos acentos donde se elimina incluso la R intervocálica [kæəlaːnə], Carolina. Algo que a veces ocurre en el inglés de los afroamericanos.

## En otras lenguas
La supresión de la R aparece en otras lenguas germánicas, sobre todo en alemán, danés y algunos dialectos meridionales del sueco que probablemente hayan sufrido la influencia del danés. En alemán, sobre todo la terminación -er suele derivar en una a: por ejemplo sehr [zeːɐ̯], besser [ˈbɛsɐ]. Algo parecido ocurre en danés: [ɐ̯] (mor [moɐ̯ˀ], næring "[ˈnɛɐ̯eŋ]) 
Una supresión o modificación parecidas aparece en otras lenguas como el uigur, lengua túrquica hablada en la región de Xinjiang (China), el camboyano o jemer, el idioma amerindio yaqui de México o incluso el dialecto andaluz.

### Enespañol
Se da en varios dialectos, tanto en la península ibérica, como en Hispanoamérica y Guinea Ecuatorial, pero es diferente dependiendo de la zona o región donde se produce: 
En el habla popular  de Santo Domingo, la R final en los verbos en infinitivo suele suprimirse. Así, por ejemplo, se dice Vamo' a hablá en lugar de Vamos a hablar.
En las regiones occidentales de Guinea Ecuatorial; la RR y la R entre vocales, muchas personas la pronuncian con el mismo sonido simple de R. 
En Puerto Rico es muy común escuchar el fonema de la R y de la RR con un sonido velar, muy semejante a la jota velar [X]. Asimismo, también es común que la R al final de sílaba sea confundido por la L. Estos fenómenos también pueden estar presentes en el habla de otras islas del Caribe, como Cuba.

### Enportugués
En varios dialectos del portugués brasileño, la R al final de palabras es aspirada o suprimida, mientras que la R al principio de las palabras o la RR entre vocales, tienen un sonido parecido a la jota en español o a la hache en inglés.